# Omae Gotoki ga Maō ni Kateru to Omō na to Yūsha Party wo Tsuihō Sareta no de, Ōto de Kimama ni Kurashitai
Omae Gotoki ga Maō ni Kateru to Omō na to Yūsha Party wo Tsuihō Sareta no de, Ōto de Kimama ni Kurashitai (「お前ごときが魔王に勝てると思うな」と勇者パーティを追放されたので、王都で気ままに暮らしたい "Omae Gotoki ga Maō ni Kateru to Omou na" to Yūsha Pāti o Tsuihō Sareta no de, Ōto de Kimama ni Kurashitai?) es una serie de novelas ligeras japonesas escritas por Kiki e ilustradas por Kinta. La serie comenzó a serializarse como novela web en el sitio web de novelas generadas por usuarios Shōsetsuka ni Narō en enero de 2018. Posteriormente, Micro Magazine adquirió la serie, que comenzó a publicarla en formato impreso en julio de 2018 bajo su sello GC Novels. Seven Seas Entertainment ha licenciado la novela ligera para su lanzamiento en inglés.
Una adaptación al manga con arte de Sunao Minakata se ha serializado en línea a través del sitio web Comic Ride de Micro Magazine desde diciembre de 2018. Una adaptación televisiva de la serie de anime producida por A.C.G.T se estrenará en 2026.

## Sinopsis
Flum Apricot nace con una afinidad única llamada "Reversión", que la deja con cero estadísticas en todos los niveles. Sin embargo, tras ser profetizada por el Origen Divino para unirse al grupo del Héroe y derrotar al Señor Demonio, Flum se encuentra ante una tarea aparentemente imposible. Las cosas se complican aún más cuando el renombrado sabio del grupo, Jean Inteige, decide venderla como esclava. Tras ser arrojada a los necrófagos para el entretenimiento de su amo con solo una espada maldita, Flum finalmente descubre el verdadero significado de su afinidad única "Reversión".

## Personajes
Flum Apricot (フラム・アプリコット Furamu Apurikotto?)
 Seiyū: Ayaka Nanase
Milkit (ミルキット Mirukitto?)
 Seiyū: Miku Itō
Cyrill Sweechka (キリル・スウィーチカ Kiriru Suuīchika?)
 Seiyū: Miki Kariya
Jean Inteige (ジーン・インテージ Jīn Intēji?)
 Seiyū: Makoto Yasumura
Eterna Rinebow (エターナ・リンバウ Etāna Rinbau?)
 Seiyū: Misaki Kuno
Gadhio Lathcutt (ガディオ・ラスカット Gadio rasukatto?)
 Seiyū: Takaya Kuroda
Maria Afenjuns (マリア・アフェンジェンス Maria Afenjensu?)
 Seiyū: Aya Endō
Linus Radiants (ライナス・レディアンツ Rainasu Rediantsu?)
 Seiyū: Jin Ogasawara

## Contenido de la obra

### Novelas ligeras
La novela ligera fue escrito por kiki, Omae Gotoki ga Maō ni Kateru to Omō na to Yūsha Party wo Tsuihō Sareta no de, Ōto de Kimama ni Kurashitai comenzó a publicarse en línea en el sitio web de publicación de novelas generadas por usuarios Shōsetsuka ni Narō en enero de 2018. Posteriormente, Micro Magazine adquirió la serie, que comenzó a publicarla en forma impresa en julio de 2018 bajo su sello GC Novels.
| Volúmenes de novelas ligeras publicadas | Volúmenes de novelas ligeras publicadas | Volúmenes de novelas ligeras publicadas |
| Número                                  | Fecha de lanzamiento                    | ISBN                                    |
| --------------------------------------- | --------------------------------------- | --------------------------------------- |
| 1                                       | 30 de julio de 2018                     | ISBN 978-4-89637-801-6                  |
| 2                                       | 21 de diciembre de 2018                 | ISBN 978-4-89637-847-4                  |
| 3                                       | 31 de julio de 2019                     | ISBN 978-4-89637-907-5                  |
| 4                                       | 30 de enero de 2020                     | ISBN 978-4-89637-973-0                  |
| 5                                       | 30 de enero de 2020                     | —                                       |

### Manga
Una adaptación al manga está ilustrada por Sunao Minakata. Comenzó a publicarse en el sitio web Comic Ride de Micro Magazine el 27 de diciembre de 2018.
| Volúmenes de manga publicados | Volúmenes de manga publicados | Volúmenes de manga publicados |
| Número                        | Fecha de lanzamiento          | ISBN                          |
| ----------------------------- | ----------------------------- | ----------------------------- |
| 1                             | 30 de enero de 2020           | ISBN 978-4-89637-980-8        |
| 2                             | 28 de mayo de 2021            | ISBN 978-4-89637-980-8        |
| 3                             | 28 de febrero de 2022         | ISBN 978-4-86716-253-8        |
| 4                             | 31 de octubre de 2022         | ISBN 978-4-86716-352-8        |
| 5                             | 31 de agosto de 2023          | ISBN 978-4-86716-461-7        |
| 6                             | 31 de mayo de 2024            | ISBN 978-4-86716-578-2        |
| 7                             | 28 de abril de 2025           | ISBN 978-4-86716-751-9        |

### Anime
Se anunció una adaptación televisiva de la serie de anime el 28 de abril de 2025. La serie será producida por A.C.G.T. y dirigida por Nobuharu Kamanaka. Mariko Kunisawa se encargará de la composición, Miki Matsumoto, Fumio Matsumoto, Takashi Fukuyo y Takafumi Furusawa diseñarán los personajes, y Ryō Takahashi compondrá la música. Su estreno está previsto para 2026. Crunchyroll obtuvo la licencia de la serie en América del Norte, América Central, América del Sur, Europa, África, Oceanía, Oriente Medio, CEI y subcontinente indio.

## Recepción
Omae Gotoki ga Maō ni Kateru to Omō na to Yūsha Party wo Tsuihō Sareta no de, Ōto de Kimama ni Kurashitai ha recibido críticas generalmente positivas. Anime News Network le dio al primer volumen una calificación general de B+, y Theron Martin elogió la calidad de su escritura y narrativa en comparación con otras novelas ligeras, aunque señaló que la ambientación basada en las mecánicas de juego se sentía como un obstáculo.